# 1912
1912 је била преступна година.

## Догађаји

### Јануар
- 6. јануар — Немачки геофизичар Алфред Вегенер је први пут представио своју теорију померања континената.
- 17. јануар — Капетан Роберт Фалкон Скот је стигао до Јужног пола, један месец након Роалда Амундсена.
- 17. јануар — САД су преузеле у свој посед острво Вејк у Тихом океану.

### Фебруар
- 12. фебруар — Абдицирао је последњи кинески цар Пу Ји по договору уз посредовање генерала Јуана Шикаја, чиме је династија Ћинг званично замењена Републиком Кином.
- 14. фебруар — Аризона је постала 48. савезна држава САД.

### Март
- 6. март — Италијанска војска је прва употребила ваздухоплове у борби, пошто су два цепелина бомбардовала турске војнике улогорене у Јанзуру.
- 13. март — Балкански савез (Балканска лига), основан је уочи Балканских ратова. Чланице Балканског савеза биле су Србија, Црна Гора, Бугарска и Грчка.
- 23. март — Завршен је шаховски турнир у Сан Себастијану, Шпанија, а победник је био Артур Рубинштајн.

- 30. март — Потписан Фески мир којим је окончана Друга мароканска криза.

### Април
- 14. април — Прекоокеански брод Титаник ударио у ледену санту.
- 15. април — На првом путовању из Велике Британије у Сједињене Америчке Државе потонуо Титаник, у то време највећи и најлуксузнији прекоокеански брод. Живот изгубило 1.523 од 2.224 путника.

### Септембар
- 4. септембар — Завршен је Албански устанак из 1912. када се турска влада сложила да испуни захтеве устаника.

### Октобар
- 8. октобар — Црна Гора је објавила рат Турској и истог дана напала турске положаје код Скадра, чиме је почео Први балкански рат.
- 18. октобар — Лозански мир
- 24. октобар — Српска војска је победила турску војску у Кумановској бици у Првом балканском рату.

### Новембар
- 3—6. новембар — Одиграла се Прилепска битка.
- 5. новембар — На председничким изборима у САД, кандидат Демократске странке, Вудро Вилсон, изабран је за председника САД победивши актуелног републиканског председника Вилијама Хауарда Тафта и бившег председника Теодора Рузвелта.
- 15—19. новембар — Одиграла се Битољска битка.
- 28. новембар — Свеалбански конгрес је на скупштини у Валони прогласио независност Албаније од Османског царства.

### Децембар
- 3. децембар — Турска, Бугарска, Србија и Црна Гора склопиле примирје у Првом балканском рату.

## Рођења

### Јануар
- 1. јануар — Надежда Павловић, најстарија особа у Србији († 2021)
- 1. јануар — Ким Филби, британски шпијун. († 1988)
- 7. јануар — Иван Јакубовски, маршал Совјетског Савеза (†1976)
- 8. јануар — Хосе Ферер, порторикански глумац. († 1992)
- 21. јануар — Конрад Емил Блох, немачки биохемичар. († 2000)
- 28. јануар — Џексон Полок, амерички сликар. († 1956)

### Фебруар
- 14. фебруар — Хуан Пужол, шпански двоструки агент. (†1988)

### Март
- 1. март — Борис Черток, совјетски конструктор ракета. (†2011)
- 19. март — Адолф Галанд, командант немачке ловачке авијације у Другом светском рату († 1996)
- 22. март — Карл Малден, амерички глумац. († 2009)
- 23. март — Вернер фон Браун, немачки инжењер († 1977)
- 27. март — Џејмс Калахан, британски политичар. († 2005)
- 27. март — Тамара Крутиков, руско-српска суперстогодишњакиња и најстарија особа у Србији († 2022)

### Април
- 8. април — Соња Хени, норвешка уметничка клизачица. († 1969)
- 10. април — Борис Кидрич, југословенски политичар- († 1953)
- 15. април — Ким Ил Сунг, оснивач Северне Кореје и њен први владар († 1994)

### Мај
- 9. мај — Педро Армендариз, мексички глумац. (†1963)
- 18. мај — Пери Комо, амерички певач. (†2001)
- 26. мај — Јанош Кадар, мађарски политичар. († 1989)

### Јун
- 23. јун — Алан Тјуринг, британски математичар, логичар, криптограф († 1954)

### Јул
- 12. јул — Петар Стамболић, југословенски политичар. († 2007)
- 31. јул — Милтон Фридман, амерички економиста. († 2006)

### Август
- 3. август — Светозар Вукмановић, народни херој. († 2000)
- 10. август — Ромен Мас, белгијски бициклиста. (†1983).
- 25. август — Ерих Хонекер, источнонемачки политичар († 1994)

### Септембар
- 21. септембар — Чак Џоунс, амерички аниматор. (†2002)
- 29. септембар — Микеланђело Антониони, италијански редитељ. († 2007)

## Смрти

### Март
- 29. март — Роберт Фалкон Скот, енглески истраживач (* 1868)
- 30. март — Карл Мај, немачки књижевник (*1842)

### Април
- 20. април — Абрахам Стокер, ирски књижевник. (*1847)

### Август
- 13. август — Жил Масне, француски композитор (*1842)

## Нобелове награде
- Физика — Нилс Густав Дален
- Хемија — Виктор Грињар и Пол Сабатје
- Медицина — Алексис Карел
- Књижевност — Герхарт Хауптман
- Мир — Елиху Рут (САД)
- Економија — Награда у овој области почела је да се додељује 1969. године